# Robert (Auszeichnung)
Der Robert (dänisch Robert Prisen, dt.: „Robert-Preis“) ist ein dänischer Film- und Fernsehpreis. Ursprünglich im Jahr 1984 als reiner Filmpreis gegründet (neben der seit 1948 bestehenden Bodilverleihung), werden seit 2013 auch Leistungen im Bereich Fernsehen honoriert. Die Auszeichnung wird jedes Jahr, in der Regel Anfang Februar, von der dänischen Filmakademie (FilmAkademiet) in Kopenhagen beim so genannten Robert Festival vergeben.
Der Preis wurde basierend auf den Richtlinien der Academy of Motion Picture Arts and Sciences (AMPAS), die den Oscar vergibt, ins Leben gerufen. Als Alternative zur Bodil, die nur Preise in Film- und Darstellerkategorien vergibt, sollte der Robert auch die Arbeit von Filmschaffenden und Technikern wie Drehbuchautoren, Kameraleuten oder Szenenbildnern anerkennen. Kritikerstimmen bezweifelten in den Anfangsjahren, ob so viele Kategorien für die jährlich veröffentlichten dänischen Filmproduktionen nötig seien.
Wie auch bei der Oscarverleihung werden die Nominierten und Preisträger der einzelnen Kategorien in einer geheimen Wahl von den Mitgliedern der Filmakademie bestimmt, die sich aus Vertreten der dänischen Film- und Fernsehindustrie zusammensetzt. Die Sieger erhalten eine abstrakte gusseiserne Figur, die vom dänischen Bildhauer Robert Jacobsen gestaltet wurde. Jacobsen fungierte auch als Namensgeber der Auszeichnung.

## Kategorien

### Film
| Kategorie                                        | Originalbezeichnung                     | verliehen seit |
| ------------------------------------------------ | --------------------------------------- | -------------- |
| Bester dänischer Film                            | Årets danske spillefilm                 | 1984           |
| Bester Kinder- und Jugendfilm                    | Årets børne- og ungdomsfilm             | 2002           |
| Beste Regie                                      | Årets Instruktør                        | 2001           |
| Bester Hauptdarsteller                           | Årets mandlige hovedrolle               | 1984           |
| Beste Hauptdarstellerin                          | Årets kvindelige hovedrolle             | 1984           |
| Bester Nebendarsteller                           | Årets mandlige birolle                  | 1984           |
| Beste Nebendarstellerin                          | Årets kvindelige birolle                | 1984           |
| Bestes Originaldrehbuch                          | Årets originalmanuskript                | 1984           |
| Beste Kamera                                     | Årets fotograf                          | 1984           |
| Bestes Szenenbild                                | Årets scenograf                         | 1984           |
| Beste Kostüme                                    | Årets kostumier                         | 1984           |
| Beste Maske                                      | Årets sminkør                           | 1990           |
| Beste Spezialeffekte                             | Årets Special Effects                   | 1984           |
| Bester Ton                                       | Årets Lyd / Sounddesign                 | 1984           |
| Bester Schnitt                                   | Årets klipper                           | 1984           |
| Beste Filmmusik                                  | Årets score (Musik)                     | 1984           |
| Bester Filmsong                                  | Årets sang                              | 1984           |
| Bester ausländischer (nicht-amerikanischer) Film | Årets udenlanske (ikke-amerikansk) film | 1993           |
| Bester amerikanischer Film                       | Årets amerikanske film                  | 1996           |
| Bester Dokumentar-Kurzfilm                       | Årets korte Dokumentarfilm              | 1984           |
| Bester Dokumentarfilm                            | Årets lange Dokumentarfilm              | 1998           |
| Bester animierter Kurzfilm                       | Årets korte fiktion/animation           | 2006           |
| Bester animierter Spielfilm                      | Årets lange fiktion/animation           | 2007           |
| Ehrenpreis                                       | Årets Robert                            | 1984           |
| Publikumspreis                                   | Årets Publikumspris                     | 2001           |

### Fernsehen
| Kategorie                                     | Originalbezeichnung                    | verliehen seit |
| --------------------------------------------- | -------------------------------------- | -------------- |
| Beste Fernsehserie                            | Årets danske tv-serie                  | 2013           |
| Beste Miniserie                               | Årets korte tv-serie                   | 2014           |
| Bester Hauptdarsteller in einer Fernsehserie  | Årets mandlige hovedrolle / tv-serie   | 2013           |
| Beste Hauptdarstellerin in einer Fernsehserie | Årets kvindelige hovedrolle / tv-serie | 2013           |
| Bester Nebendarsteller in einer Fernsehserie  | Årets mandlige birolle / tv-serie      | 2013           |
| Beste Nebendarstellerin in einer Fernsehserie | Årets kvindelige birolle / tv-serie    | 2013           |